# تيد ماناكاس
تيد ماناكاس (بالإنجليزية: Ted Manakas)‏ مواليد 22 فبراير 1951 في نيوجيرسي، هو لاعب كرة سلة أمريكي معتزل. بدأ مسيرته الاحترافية في سنة 1973. تم اختياره من قبل فريق أتلانتا هوكس خلال الدرافت. حمل الرقم 23. يبلغ طوله 6 قدم 2 بوصة (1.9 م). اعتزل اللعب في 1974. لعب مع سكرامنتو كينغز في الدوري الأمريكي لكرة السلة للمحترفين.

## روابط خارجية
- تيد ماناكاس على موقع إن بي أي (الإنجليزية)
- تيد ماناكاس على موقع سبورتس رفرنس (الإنجليزية)
- تيد ماناكاس على موقع كلية كرة السلة في سبورتس رفرنس.كوم (الإنجليزية)
- تيد ماناكاس على موقع ريلجم (الإنجليزية)
- تيد ماناكاس على موقع بروبوليرز (الإنجليزية)